# Kabinett Leopold von Imhof
Das Kabinett Leopold von Imhof war von 26. März 1914 bis 7./13. November 1918 die von Fürst Johann II. ernannte Regierung des Fürstentums Liechtenstein unter Vorsitz von Landesverweser Leopold von Imhof.
Nach dem Tod seines Amtsvorgängers Karl von in der Maur wurde Leopold von Imhof als Landesverweser berufen. 

## Kabinettsmitglieder
|                | Bild                             | Name              | Amtszeit                             | Landschaft |  |
| Landesverweser |                                  |                   |                                      |            |  |
|                | Landesverweser Leopold von Imhof | Leopold von Imhof | 26. März 1914 – 7./13. November 1918 | –          |  |
| Landräte       |                                  |                   |                                      |            |  |
|                | Landrat Meinrad Ospelt           | Meinrad Ospelt    | 26. März 1914 – 7./13. November 1918 | Oberland   |  |
|                | Landrat Lorenz Kind              | Lorenz Kind       | 26. März 1914 – 7./13. November 1918 | Unterland  |  |